# Communauté de communes de Braconne et Charente
La communauté de communes Braconne et Charente est une ancienne communauté de communes française, située dans le département de la Charente en région Nouvelle-Aquitaine.

## Présentation

### Prémices
Le Syndicat d'Entre Touvre et Charente est créé en 1987 puis évolue en Pays (aménagement du territoire) en 1998. Le syndicat intercommunal portant le Pays d'Entre Touvre et Charente est dissout le 31 décembre 2016.

### Historique
En 1992, la loi de création des communautés de communes est promulguée. Paul Dambier (maire de Champniers) et Guy Branchut travaillent sur la création d'un EPCI. Après de nombreuses discussions en préfecture, la commission départementale accepte la création de la CdC Braconne et Charente et le préfet, Daniel Cadoux, signe l'arrêté le 31 décembre 1992. Six communes charentaises s’associaient pour former la communauté de communes de Braconne et Charente. Paul Dambier est élu président. Il décède en octobre 1994 et Guy Branchut lui succède.
À compter de cette date, Balzac, Brie, Champniers, Jauldes, Mornac et Vindelle parient sur la mise en commun de leurs forces vives pour relever ensemble les défis de l’avenir : économie, tourisme, environnement, communication…
Le 31 décembre 1998, Mornac quitte la communauté.
Le 1er janvier 2002, Marsac rejoint la communauté.
Le 1er janvier 2003, Asnières-sur-Nouère rejoint la communauté.
La communauté de communes fusionne le 1er janvier 2017 avec les communautés de communes Charente-Boëme-Charraud, de la Vallée de l'Échelle et de la communauté d'agglomération du Grand Angoulême pour former la nouvelle communauté d'agglomération du Grand Angoulême.

### Géographie
La communauté de communes de Braconne et Charente située au nord immédiat d’Angoulême, s’étend sur une surface de 15 900 hectares. Elle est marquée par la traversée du fleuve Charente et par l’étendue de la forêt domaniale de la Braconne.
Accès privilégiés par les routes nationales 10 (Bordeaux-Paris) et 141 (Royan-Limoges et route Centre-Europe Atlantique), par la gare SNCF d’Angoulême avec 10 arrêts quotidiens du TGV et par l’aéroport d’Angoulême (établi sur les communes de Brie et Champniers).
Coordonnées GPS de la maison communautaire à Balzac : 45° 42′ 58″ N, 0° 07′ 40″ E

## Administration
- Régime fiscal (au 01/01/2005) : Taxe professionnelle Unique (TPU)

### Liste des présidents
| Période | Période       | Identité            | Étiquette | Qualité |
| ------- | ------------- | ------------------- | --------- | ------- |
| 1993    | 1994          | Paul Dambier        |           |         |
| 1994    | 2014          | Guy Branchut        |           |         |
| 2014    | décembre 2016 | Jean-Claude Courari |           |         |

### Siège
Le Paradis Balzac, 16430 Balzac.

### Fonctionnement
Jusqu'au 31 décembre 2016, la Communauté de communes Braconne et Charente comptait 31 élus communautaires et 26 agents .
Les élus membres du bureau communautaire : 
- Président : Jean-Claude Courari, maire de Balzac
- 1er vice-président : Jeanne Filloux, maire de Champniers
- 2e vice-président : Michel Buisson, maire de Brie
- 3e vice-président : Gilbert Campo, maire d'Asnières-sur-Nouère
- 4e vice-président : André Fricheteau, maire de Vindelle
- 5e vice-président : Jean-Marie Acquier, maire de Marsac
- 6e vice-président : Eric Savin, maire de Jauldes
- 7e vice-président : Michel Lemoel (Champniers)
- 8e vice-président : Christophe Ramblière (Brie)
- Conseillers délégués :
  - René Bujon (Balzac)
  - Didier Boissier-Descombes (Jauldes)
- Secrétaire : Yann Compagnon (Champniers)
- Membres :
  - Gilles Chagnaud (Asnières-sur-Nouère)
  - Martine Mirault (Balzac)
  - Nathalie Dulais (Brie)
  - Alain Château (Marsac)
  - Bernard Legeron (Vindelle)

Depuis 2002, la communauté de communes Braconne et Charente encaissait la taxe professionnelle de toutes les entreprises situées sur son  territoire, plus une fiscalité prélevée sur les ménages.

## Composition
Elle regroupait sept communes le 1er janvier 2016 :
| Nom                 | Code Insee | Gentilé       | Superficie (km2) | Population (dernière pop. légale) | Densité (hab./km2) |
| ------------------- | ---------- | ------------- | ---------------- | --------------------------------- | ------------------ |
| Balzac (siège)      | 16026      | Balzatois     | 9,64             | 1 330 (2014)                      | 138                |
| Asnières-sur-Nouère | 16019      | Garobiers     | 21,17            | 1 204 (2014)                      | 57                 |
| Brie                | 16061      | Briauds       | 34,05            | 4 279 (2014)                      | 126                |
| Champniers          | 16078      | Camponégriens | 45,29            | 5 251 (2014)                      | 116                |
| Jauldes             | 16168      | Jauldois      | 25,59            | 777 (2014)                        | 30                 |
| Marsac              | 16210      | Marsacois     | 13,34            | 840 (2014)                        | 63                 |
| Vindelle            | 16415      | Vindellois    | 10,93            | 1 034 (2014)                      | 95                 |

Elle faisait partie du Pays d'Entre Touvre et Charente.

## Compétences
Nombre total de compétences exercées en 2016 : 21.
La règlementation impose aux communautés de communes de prendre en charge les domaines d’action suivants :
- L’aménagement de l’espace
- Les actions de développement économique

Ces champs d’intervention ne sont pas restrictifs : Braconne et Charente a souhaité étendre ses compétences à :
- la protection et la mise en valeur de l’environnement,
- les activités sportives et culturelles sur des axes bien définis,
- la communication et l’équipement informatique : Internet,
- création, aménagement et entretien de voirie d'intérêt communautaire,
- élimination et valorisation des déchets des ménages et déchets  assimilés,
- prise en charge financière de la participation communale due au service départemental d’incendie et de secours,
- actions jeunes - contrat temps libre,
- centre sportif des Montagnes.